# Mar Morto (romance)
Mar Morto é um romance de autoria do escritor brasileiro Jorge Amado, membro da Academia Brasileira de Letras, publicado em 1936, "no começo de carreira quando tinha apenas 24 anos. Já era íntimo da alma do mar, com seus mistérios e sortilégios, segredos e encantamentos, crenças e superstições."
Foi um dos livros mais vendidos do Jorge Amado com 1,5 milhões de exemplares vendidos. 

## Enredo
O livro trata, "com uma prosa poética de ritmo cativante", do nascimento, vida e morte do personagem Guma, que o autor descreve como sendo uma história que se conta nos cais baianos, uma lenda, como ele mesmo diz no final do livro: "assim contam os homens do mar".
O livro conta ainda com Lívia, a amada de Guma, o filho do casal e inúmeros pescadores como Mestre Manuel e sua mulher que canta para o mar (Maria Clara), tudo isso temperado com a malandragem e os encantos da Bahia única de Jorge Amado.
Em verdade, o livro faz inúmeras referências a outros pescadores célebres, e detalha a rica cosmologia dos pescadores, que gira em torno de Iemanjá. Jorge Amado também descreve com grande detalhe o modo de vida miserável do "povo do mar", com a morte sempre latente, naufrágios e amores.
A história central do romance seria mais tarde adaptada para a televisão, na telenovela Porto dos Milagres de Aguinaldo Silva.

## Personagens principais
- Guma - Mestre de saveiro
- Lívia - Esposa de Guma.
- Mestre Manuel - Marinheiro
- Maria Clara - Companheira de Mestre Manuel
- Francisco - Velho mestre de saveiro, tio de Guma
- Rosa Palmeirão - Prostituta muito valente
- Rufino - Melhor amigo de Guma
- Esmeralda - Esposa de Rufino e apaixonada por Guma
- Rodolfo - Irmão de Lívia e cunhado/amigo de Guma
- Dulce - professora na escola da cidade
- Rodrigo - médico da cidade

## Recepção
Segundo Oliveira Rocha o livro integra a primeira fase de Jorge Amado e portanto críticas como de Alfredo Bosi diriam que a lingua é empobrecida "a pretexto de oralidade", ou que se faz "passar por arte revolucionária", sem de fato o ser. No entanto segundo Assis Duarte, numa tese, no livro Mar Morto Jorge Amado  marca-se o abandono do romance proletário.
Segundo Antonio Candido, Jorge Amado junta numa dialética documento e poesia, e em Mar Morto há momentos em que predomina a poesia.